# Emi Watanabe
Emi Watanabe (jap. 渡部 絵美, Watanabe Emi; * 27. August 1959 in Tokio) ist eine ehemalige japanische Eiskunstläuferin, die im Einzellauf startete.
Watanabe ist die Tochter eines japanischen Vaters und einer philippinischen Mutter. Sie wurde von 1973 bis 1980 japanische Meisterin im Eiskunstlauf der Damen. In diesem Zeitraum nahm sie auch an Weltmeisterschaften teil. Ihren größten Erfolg feierte sie bei der Weltmeisterschaft 1979 in Wien, wo sie die Bronzemedaille hinter der US-Amerikanerin Linda Fratianne und Anett Pötzsch aus der DDR gewann. Es war die erste Weltmeisterschaftsmedaille für Japan in der Damenkonkurrenz. Watanabe repräsentierte Japan bei zwei Olympischen Winterspielen. 1976 in Innsbruck wurde sie 13. und 1980 in Lake Placid belegte sie den sechsten Platz.

## Ergebnisse
| Wettbewerb / Jahr          | 1973 | 1974 | 1975 | 1976 | 1977 | 1978 | 1979 | 1980 |
| -------------------------- | ---- | ---- | ---- | ---- | ---- | ---- | ---- | ---- |
| Olympische Winterspiele    |      |      |      | 13.  |      |      |      | 6.   |
| Weltmeisterschaften        | 17.  | 15.  | 13.  | 17.  | 12.  | 8.   | 3.   | 4.   |
| Japanische Meisterschaften | 1.   | 1.   | 1.   | 1.   | 1.   | 1.   | 1.   | 1.   |